# 9519 Jeffkeck
9519 Jeffkeck eller 1978 VK3 är en asteroid i huvudbältet som upptäcktes den 6 november 1978 av de båda amerikanska astronomerna Eleanor F. Helin och Schelte J. Bus vid Palomarobservatoriet. Den är uppkallad efter Jeffrey David Keck.
Asteroiden har en diameter på ungefär 5 kilometer.